# استشارة بيئية

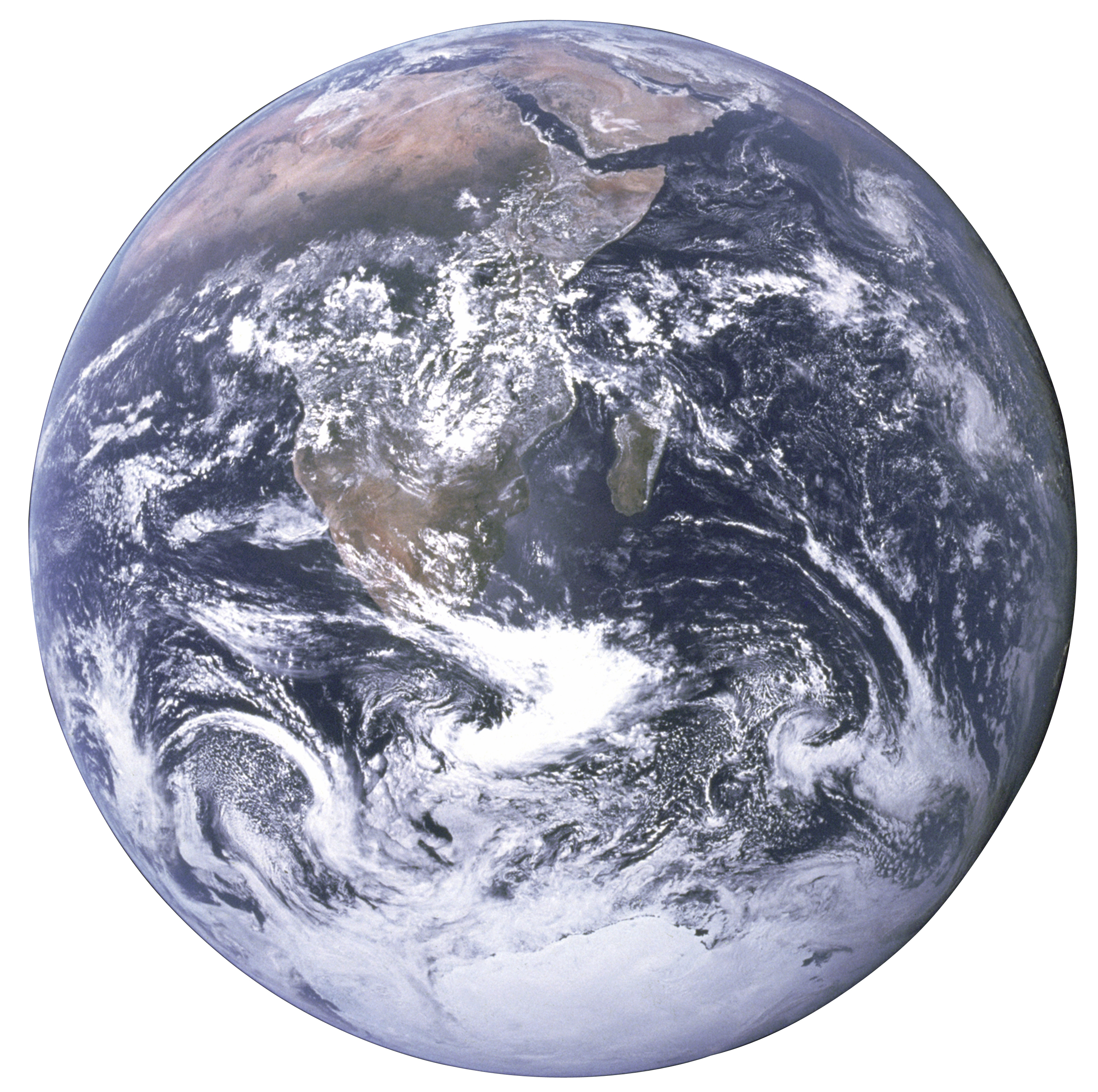

الاستشارة البيئية غالبًا ما تكون شكلاً من أشكال الاستشارات المتعلقة بالالتزام، يسعى المستشار لضمان محافظة العميل على قدر مناسب من الالتزام بالقواعد البيئية. هناك العديد من أنواع المستشارين البيئيين، لكن المجموعتين الرئيستين هما مجموعة الذين يدخلون المجال من جانب الصناعة، ومجموعة الذين يدخلون المجال من جانب علماء البيئة.
يعمل المستشارون البيئيون في مجموعة متنوعة من المجالات. سواء كانت تقدم خدمات بناء مثل تقييمات مخاطر الأسبست أو تقييمات مخاطر الرصاص أو إجراء تقارير العناية الواجبة للعملاء لتخليصهم من العقوبات المحتملة. قد تُعمم الاستشارات على نطاق واسع من التخصصات أو تتخصص في مجالات معينة من الاستشارات البيئية مثل إدارة المخلفات.
يكون المستشارون البيئيون عادةً حاصلين على درجة البكالوريوس وأحيانًا على درجة الماجستير في الهندسة البيئية أو العلوم البيئية أو الدراسات البيئية أو الجيولوجيا أو بعض التخصصات العلمية الأخرى. يجب أن يكونوا ذوي معرفة معمّقة بالقوانين والأنظمة البيئية، التي تمكّنهم من تقديم المشورة لعملاء معينين في القطاع الخاص أو المؤسسات الحكومية العامة لمساعدتهم في الابتعاد عن الغرامات المحتملة أو الإجراءات القانونية أو المعاملات الخاطئة.
تغطّي الاستشارات البيئية طيفًا واسعًا من الصناعات. من أهم الصناعات الأساسية التي ما تزال الاستشارات البيئية بارزة فيها سوق العقارات التجارية. يعتمد الكثير من المقرضين التجاريين على كل من الشركات البيئية الصغيرة والكبيرة. العديد من المقرضين التجاريين لن يقرضوا أموالًا للمقترضين إذا لم تتجاوز قيمة العقار أو رأس المال الشخصي قيمة الأرض. إذا اكتُشفت مشكلة بيئية ما، يُرجَّح أن يحتفظ مالكو العقارات -الذين يعتبرون أنفسهم طرفًا مسؤولًا- بالأموال لدى طرف ثالث من أجل حل الآثار البيئية.
مع زيادة أعداد شركات البناء والزراعة والعلوم التي تستخدم الاستشارات البيئية، يمكن للصناعة أن تتوقع نموًا بنسبة تقارب 9,7% في عام 2008، وسط قلق عام متزايد بشأن التدهور البيئي وتغير المناخ. في حين لدى بعض الشركات دوافع حقيقية من اهتمامها بالبيئة، ثبت أن شركات أخرى توظف المستشارين كي تبدو كأنها «تتبنى تقنيات خضراء»، وتستعمل ذلك بصفته أداة تسويقية مفيدة. إن زيادة التمويل الحكومي في مجال الطاقة المتجددة والتقنيات التي تُنتج انبعاثات منخفضة تساعد أيضًا على النمو، إذ إن المنظمات التي تستثمر في البحث والتطوير في هذه المناطق غالبًا ما تكون من كبار مُوظِفي المستشارين البيئيين.

## تخصصات فرعية
هناك العديد من الأماكن التي يمكن للمستشارين البيئيين العمل فيها (دون ترتيب معين):
الأرض الملوثة هي مكان كما ذكر أعلاه. الأرض الملوثة قد يتضمن ذلك أيضًا تقييمًا أوليًا للموقع البيئي.
يمكن أن تستلزم الطاقة دراسات جدوى لمشاريع الطاقة المتجددة. على سبيل المثال، قد تحاول دراسة ما الإجابة على السؤال: هل سيدفع مشروع توليد الكهرباء بواسطة المياه الجارية الصغير تكلفته على مسار حياته التشغيلية؟
قد يغطي المستشارون البيئيون أيضًا المجال الجيوتقني، وقد يشمل ذلك أنشطة مثل التحقيقات في الموقع، والهندسة الجيوتقنية (تصميم الأساس، وثبات المنحدر)، وضمان جودة الترميم.
نظم الإدارة البيئية مثل ISO 14001 هي أنظمة معقدة كبيرة لا تُنفّذ في الغالب باستخدام القوة الداخلية للرجل/المرأة. وعادة ما يُستعان باستشاريين خارجيين لهذا العمل.
المطالبات الخضراء قد يُوظَّف المستشارون البيئيون لدعم المطالبات الخضراء، مثل العلامات البيئية، التي قد تتضمن العمل على سلسلة الإمداد أو الكربون المجسَّد.
الامتثال عندما تصبح الحكومات مهتمة بالبيئة أكثر في طرق تفكيرها، فإن إطارها القانوني أيضًا يصبح كذلك. في المملكة المتحدة، تُفرض على الأعمال التجارية العديد من التشريعات مثل أنظمة تخزين النفط وقانون البيئة. إذا ثبت انتهاكُ هذه الأنظمة، فقد يواجهون إجراءات مدنية أو جنائية خطيرة. يمكن للمستشارين البيئيين التحقق من أن المنشأة المعنية تمتثل للتشريعات الحالية.
تقييم الأثر
مخاطر الفيضان، الأكثر شيوعًا بين ما يمكن أن يكون المرحلة الأولى للدراسة الفاحصة.
إدارة الأسبست
الرادون
الكربون هناك العديد من الجوانب المختلفة لأثر الكربون من شركة ما يمكن أن يديرها المستشارون. قد يكون لديهم استراتيجيات خفض داخلية، أو قد يكونون مرتبطين بأهداف وطنية. يعد تداول حقوق الانبعاثات أيضًا جانبًا مهمًا في إدارة الكربون.

## وصلات خارجية
- International Society of Sustainability Professionals.